# Lago dos Rodrigues
Lago dos Rodrigues là một đô thị thuộc bang Maranhão, Brasil. Đô thị này có diện tích 195,222 km², dân số năm 2007 là 7676 người, mật độ 39,32 người/km².